# 일본의 국장

국화문장

기리몬이 그려진 일본의 내각총리대신 문장

일본의 국장(일본어: 日本の国章)은 일본 법령상 명확한 국장은 정해져 있지 않지만, 전통적으로 천황이 문장으로 사용하고 오늘날에도 황실이 사실상 가몬으로 사용하는 국화문장이 관례적으로 국가 장에 준한 취급을 받는다.

## 일본 정부의 상징
기리몬은 일본의 총리·정부·내각부가 정부의 상징으로 사용하고 있다.